# Сава Пенев
Сава Пенев Рашев е български националреволюционер, участник в Ботевата чета и Сръбско-българската война.

## Биография
Роден е в Търново около 1851 г. Баща му притежава хан, в който отсядат революционни дейци и провеждат тайни съвещания.
Сава Пенев е член на Търновския частен революционен комитет на ВРО и съратник на Васил Левски. Активно участва в подготовката на Старозагорското въстание през 1875 г. След неуспеха му е заловен от турските власти, но успява да избяга в Румъния.
Включва се активно в Гюргево в организирането на Ботевата чета, като събира средства за финансирането и осигуряването с продоволствия, за което има и писмени извори. Ангел Бояджиев пише:
„През последните няколко дни Данчев (Иваница Данчев), Сава Пенев и Хр. X. Костов започват една старателна обиколка по магазините и дюкяните на по-заможните и познатите търговци и занаятчии и успяват да съберат доволно пари, с които накупуват цял склад беневреци, торби, раници, патрондаши, калпаци, гербове, шнурове, навуща, колани и пр… Всичкото оръжие и вещи, приготвени за четата и съхранявани в магазина на Табаковичми Банков, пренесоха Завчев и Сава Пенев в Крайова и ги стовариха в хамбара на братя Димитрови… В Крайова Данчев и Сава Пенев се замислят за необходимостта на четата, например за нуждата от храна. И се залавят да събират помощи от живущите там българи, за едно кратко време- благодарение на убедителното им слово и щедростта на пожертвувателите, сполучават да образуват една сума от 400 жълтици.“
Иваница Данчев и Сава Пенев заминават през Букурещ за Крайова все със същата мисия, към която се прибавя и грижата да се пренесе в Корабия оръжието. Всичко завършва сполучливо и през май те вече са на борда на „Радецки“.
Участва в заседанието на Гюргевския революционен комитет.
Включва се в четата на Христо Ботев и участва активно в сраженията на Милин камък и Околчица. Той е сред малцината, които присъстват на гибелта на Христо Ботев на 20 май 1876 г.
След смъртта на войводата се включва в групата на Никола Войновски, която поема на изток в Стара планина. На 13 юни Войновски е смъртно ранен от засада и умира в местността Каш Кара край с. Чифлик в Троянския балкан. Четиримата четници Никола Обретенов, Сава Пенев, Димитър Тодоров (Димитрото) и Стоян Господински (Ловчалийчето), продължават да търсят спасение и стигат между селата Шипково и Бели Осъм. Там са предадени от братята Пенчо и Петър Багоша в изоставен хан. Обкръжени са от турците и при заплахата, че ще подпалят хана, решават да се предадат. Стоян Ловчалийчето се самоубива, за да остане верен на четническата клетва, а останалите са навързани в синджири и отведени последователно в Троян и Ловеч. По този повод Ангел Бояджиев пише:
„Сава Пенев участва активно в сраженията на Милин камък, воюва и на Веслец. Той е от малцината, които присъстват при гибелта на Ботйов. Към Черепишкия манастир се оттегля с покрусено сърце. Участва в сраженията при Мало Буче и Орхание. Заедно с още няколко четници е предаден от един овчар. Групата се е намирала в Балювския хан, Троянско, където се отбранявала цели 6 часа. Излезли оттам едва когато турците запалили хана. Част от тях били простреляни, а останалите пленени. В Търновския затвор Сава Пенев се държал мъжествено.“
Интересна история за онези времена добавя и Марко Марковски. Повечето от затворниците бяха зле умислени и угрижени. Само Сава Пенев, родом от Търново, със своите шеги и смехории, от време на време поразвеселяваше затворниците. Въпреки застъпничеството на търновския първенец Мехмед Караманлията, при когото Савата навремето бил бакалин, Али Шефик, председател на съда, поискал смъртно наказание. Юрдан П. Тодоров и другият българин, член на съда – Илия Попов, отложили да поставят подписите си под предлог, че времето е напреднало и искат малко да си помислят. „Савата се беше дори и простил със сестрите си – допълва Юрдан П. Тодоров, – плачове и ридания се чуваха и той си очакваше вече часа за обесването“ - за щастие на сутринта се получило телеграфическо известие четниците да бъдат препратени в Русчук.
В Ловешкия затвор се срещат със Захари Стоянов и заедно са конвоирани до Търново. Осъден е на смърт, по-късно присъдата му е заменена с доживотен затвор в окови в крепостта Сен Жан Д' Акр. Там остава до 19 май 1878 г.
След Освобождението участва като доброволец в Сръбско-българската война (1885). Жени се през 1884 г. От брака си има 5 деца, сред които са 2 генерали, включително генерал-майор Георги Пенев.
Сава Пенев умира в Свищов на 25 януари 1916 г.
През 1959 г. е открит портрет на Васил Левски (сред най-хубавите на Апостола), предоставен от семейния архив на Богдан Пенев от Свищов, син на Сава Пенев. Съхранява се в окръжния музей във Велико Търново. Фотографията е открита при изследователска работа на специалисти от Великотърновския музей. На гърба на снимката Левски собственоръчно е изписал с красив почерк пожелание в знак на приятелство. Посвещението гласи:
“Лято 1870. август 15. В знак на приятелството ни подарявам на Г-на Сава Пенев.”
До 1960 г. тази снимка се пази от родственици на Сава Пенев в Свищов, споделя Светла Атанасова. Портретът на Апостола постъпва в търновския музей в резултат от събирателската работа на проф. Димитър Овчаров, който е уредник в музея през 60-те години на XX век.